# Minisat
Le programme de minisatellites Minisat était un programme de satellite expérimental du gouvernement espagnol développé par l'Institut national de technique aérospatiale (INTA) dans le but que le secteur aérospatial espagnol acquière la capacité de concevoir, développer et fabriquer des satellites artificiels. Le programme a débuté en 1990 et devait être composé de plusieurs satellites (au moins 4 satellites, de Minisat 01 à 04), dont un seul a été lancé à ce jour, le Minisat 01. Par la suite, les satellites Spainsat et XTAR-EUR ont été ajoutés à ce programme.

## Historique
Le programme MINISAT a débuté en juin 1990 dans le but de concevoir une plate-forme polyvalente à faible coût dans un court laps de temps. Dans la première phase du programme, la plate-forme MINISAT 01 a été développée, qui a emporté trois expériences scientifiques et une expérience technologique comme charge utile.
Pour la construction sous la direction de l'INTA, Construcciones Aeronáuticas (CASA) a assumé la maîtrise d'œuvre et était responsable de la construction de la plate-forme du satellite. L'objectif était d'impliquer plusieurs entreprises espagnoles : CRISA (en) (chargée des unités électroniques du sous-système d'alimentation électrique), INDRA (chargée des télémétries et de la télécommande à distance), SENER (chargée du contrôle d'attitude), TGI et INSA (es), intervenus en tant qu'entreprises collaborateurs et sous-traitants. Cette première phase a connu son apogée avec le lancement réussi du satellite MINISAT 01 le 21 avril 1997. À l'époque, le directeur du programme était Miguel Ángel García Primo et la création du propulseur de fusée était dirigée par Antonio Elías.
La deuxième phase du programme, lancée en 1995, visait à développer une plateforme orientée vers les missions d'observation de la Terre en général, et en particulier toutes celles qui permettent d'évaluer l'impact humain sur l'écosystème.

### Spainsat - XTAR-EUR
Ce programme a été poursuivi, bien qu'avec une participation technologique moindre et une fonction moins scientifique, axée principalement sur les communications militaires, par le programme Spainsat formé par les satellites Spainsat et XTAR-EUR. Le maître d'œuvre de ce programme était la société américaine Space Systems/Loral. La participation espagnole à la fabrication a été réalisée par EADS-CASA (antennes paraboliques et cornet en bandes X et Ka), RYMSA (antennes pour télécommande et télécommande en bande S ; filtres, coupleurs, etc. en bandes X et Ka), SENER (Mécanismes de pointage d'antennes orientables), GMV (développements des logiciels du centre de contrôle, dynamique de vol et analyse de placement des satellites Spainsat).

## Minisat 01
Minisat 01 a été lancé le 21 avril 1997 depuis la base aérienne de Gando en Grande Canarie par une fusée Pegasus-XL. Pesant 195 kg, le satellite était équipé de trois instruments scientifiques :
- Un spectromètre ultraviolet
- Une caméra à rayons gamma : LEGRI - Low Energy Gamma Ray Imager[9],[10]
- Une expérience de recherche sur les fluides en absence de gravité

Sa durée de vie opérationnelle prévue était de deux ans, mais finalement elle a été prolongée de deux années supplémentaires. Le 14 février 2002, à 3 h 12, a eu lieu le dernier contact de Minisat 01 avec la station de surveillance.

## Minisat 02
Le deuxième satellite de la série n'a pas été lancé, bien qu'il ait été projeté. Parmi les expériences proposées pour ce deuxième satellite, il y aurait :
- GOYA (Gamma-ray burst Observer Yearned-Always)[11]
- SIXE (Spanish Italian X-ray Experiment)[12]
- DOPA
- XRASE